# Якуся-э

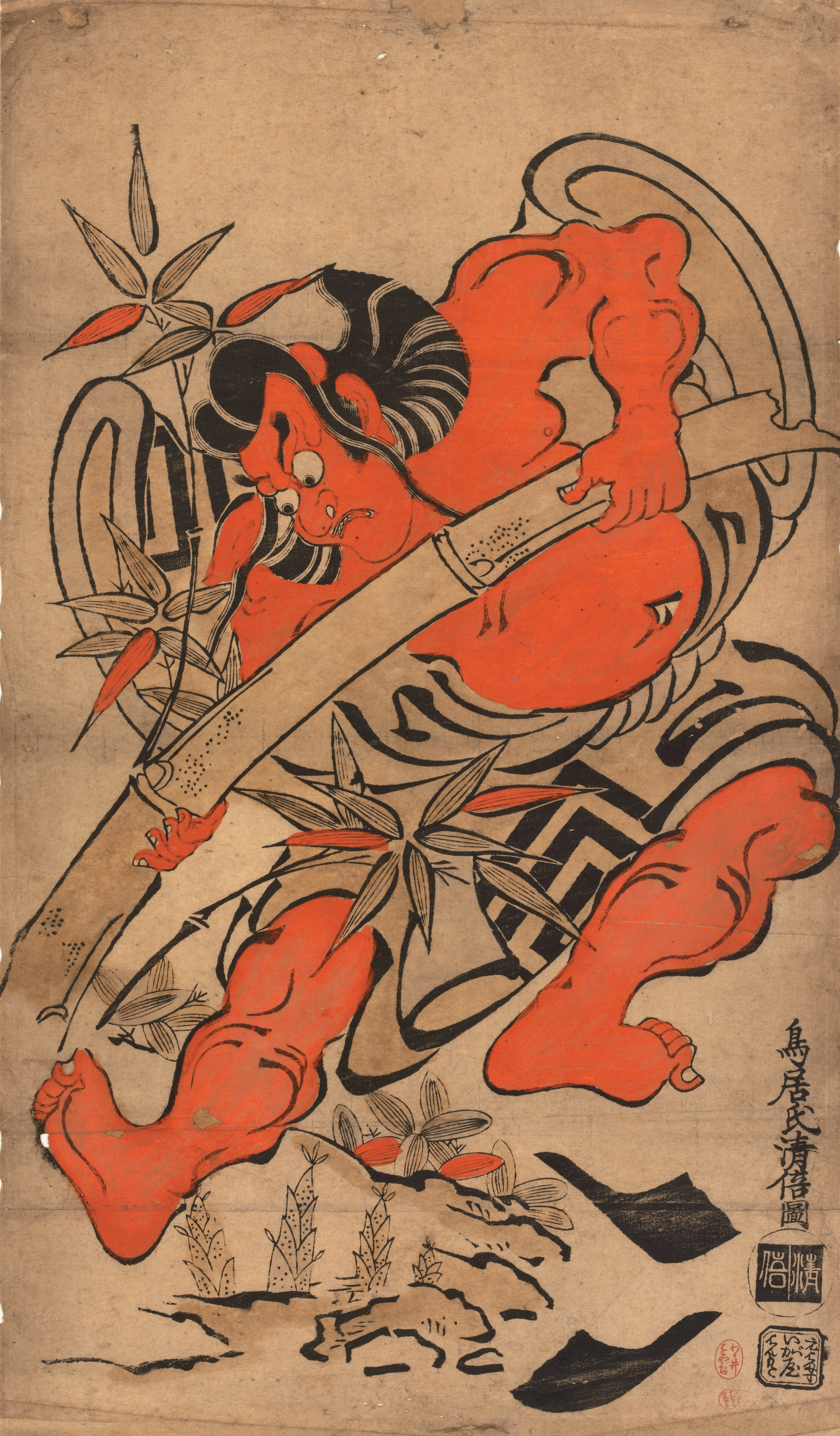
Актер кабуки играет роль, изображение 1697 года

Якуся-э (яп. 役者絵, «изображения актёров») — это поджанр японских гравюр направления укиё-э, получивший распространение в период Эдо. На гравюрах этого жанра изображались актёры театра кабуки, как правило в гриме своих наиболее известных ролей. Развитие гравюр якуся-э было обусловлено огромной популярностью кабуки среди горожан Эдо. Актёры столичных театров становились настоящими знаменитостями, кумирами публики, и на их портреты возникал большой спрос. Якуся-э, наравне с бидзин-га, был ведущим жанром гравюр на протяжении всей истории укиё-э.